# Tuner

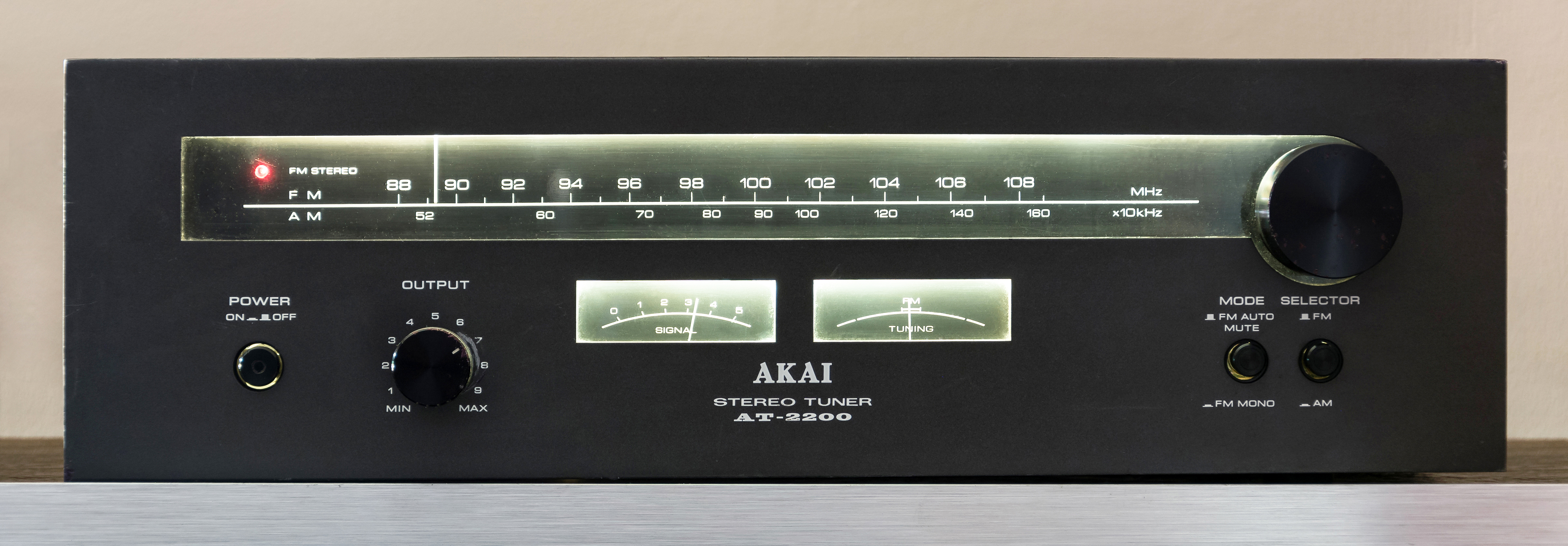
Tuner radiowy Akai AT-2200

Tuner – układ elektroniczny, który ze złożonego sygnału wejściowego wybiera ten, na podstawie którego konstruowany jest dźwięk lub obraz w odbiorniku radiofonicznym (tuner radiowy), odbiorniku telewizyjnym (tuner telewizyjny), bądź satelitarnym (tuner satelitarny).
Często poprzez słowo tuner rozumie się kartę telewizyjną albo inne urządzenie, które potrafi przekształcać sygnał analogowy (S-Video, Composite) na sygnał cyfrowy, zrozumiały dla komputera i jego podzespołów.